# Tsubasa Suzuki
Tsubasa Suzuki (鈴木 翼 Suzuki Tsubasa?, nacido el 26 de abril de 1994 en Tsuruoka, Yamagata) es un exfutbolista japonés. Jugaba de defensa y su último club fue el Nara Club de Japón.

## Trayectoria

### Clubes
| Club              | País  | Año         |
| ----------------- | ----- | ----------- |
| Montedio Yamagata | Japón | 2013 - 2014 |
| J. League sub-22  | Japón | 2014        |
| Arterivo Wakayama | Japón | 2015 - 2016 |
| Nara Club         | Japón | 2017        |

## Estadística de carrera

### J. League
| Club              | Año   | J. League | J. League | Copa J. League | Copa J. League | Total | Total |
| Club              | Año   | Part.     | Goles     | Part.          | Goles          | Part. | Goles |
| ----------------- | ----- | --------- | --------- | -------------- | -------------- | ----- | ----- |
| Montedio Yamagata | 2013  | 0         | 0         | -              | -              | 0     | 0     |
| Montedio Yamagata | 2014  | 0         | 0         | -              | -              | 0     | 0     |
| J. League sub-22  | 2014  | 7         | 0         | -              | -              | 7     | 0     |
| Total             | Total | 7         | 0         | 0              | 0              | 7     | 0     |